# Altri dieci giorni tra il bene e il male
Altri dieci giorni tra il bene e il male (Kötü Adamin 10 Günü)  è un film del 2023 diretto da Uluç Bayraktar, tratto dall'omonimo romanzo di Mehmet Eroglu e secondo di una trilogia e sequel del film Dieci giorni tra il bene e il male. Il 7 novembre 2024 è stato distribuito l'ultimo film intitolato Gli ultimi dieci giorni tra il bene e il male.

## Trama
L'ex avvocato ora investigatore Sadik in questo secondo capitolo dovrà farsi strada tra un groviglio di bugie per scoprire cosa si cela dietro ad un omicidio avvenuto in una villa.

## Distribuzione
Il film è stato distribuito sulla piattaforma Netflix a partire dal 18 agosto 2023.